# Ein Käfer auf Extratour
Ein Käfer auf Extratour ist ein deutscher Film aus dem Jahr 1973. Er ist der dritte von fünf Filmen der Dudu-Filmreihe um einen gleichnamigen Wunder-Käfer.

## Handlung
Jimmy Bondi und sein Wunderkäfer Dudu nehmen auf Bitten ihres Freundes Aldo Regozzani an einer Auto-Stunt-Show im englischen Liverpool teil. Dort werden sie vom Veranstalter Ivan Leskovich betrogen, der sich mit dem gesamten Erlös in die Schweiz absetzt, um sich dort einen Oldtimer zu kaufen. Bondi, Regozzani und Dudu nehmen eine ereignisreiche Verfolgung auf und können Leskovich schließlich stellen. Nebenbei vereitelt Dudu auch noch einen Banküberfall.

## Hintergrund
Der Käfer hat erstmals das Kennzeichen DU-DU 926, und die Fähigkeiten des Autos orientieren sich an dem, was „normale“ Käferfahrer sich wünschen: Fliegen per Düsenantrieb, zwischen Hauswänden hochfahren, auf Stelzen fahren, Autopilot. Sal Borgese (als Rennfahrer Aldo Regozzani) und Walter Roderer treten erstmals auf. Die Handlung spielt zeitlich nach Das verrückteste Auto der Welt und ist somit dessen Fortsetzung. Dies wird in den Anfangsszenen der beiden Filme deutlich. Zu Beginn von Das verrückteste Auto der Welt treffen sich Bondi und Regozzani zum ersten Mal, während sie sich zu Beginn von Ein Käfer auf Extratour bereits kennen. Ausschnitte aus der Verfolgungsjagd mit der schwarzen Limousine werden zudem im fünften Dudu-Film Zwei tolle Käfer räumen auf wiederverwertet, während die Ausschnitte von Lissabon bereits im zweiten Teil Ein Käfer gibt Vollgas Verwendung fanden.
Wie schon beim ersten Dudu-Film, Ein Käfer geht aufs Ganze, kommen auch in diesem Film optisch unterschiedliche Modelle zum Einsatz. Eigentlich ist Dudu in diesem Film ein 1303 mit den großen, als Elefantenfüße bezeichneten Rückleuchten und der gewölbten Windschutzscheibe. In einigen Szenen, z. B. als der Käfer mit dem Schlüssel in der Motorhaube durch England fährt, ist jedoch ein Käfer mit den kleineren bügeleisenförmigen Rückleuchten zu sehen. Es wurde auch ein Fahrzeug aus dem vorigen Film (Ein Käfer gibt Vollgas) verwendet. Klar erkennbar ist das, als Jimmy und Aldo zwischen den Oldtimern einparken. In dieser Szene ist der Frontölkühler, das dadurch außermittig befestigte vordere Nummernschild und hinter dem vorderen Kotflügel sogar der Rest des schwarz-weißen Streifens zu erkennen, auf dem zuvor „Mahag Tuning München“ stand. Die hinteren Kotflügel des Fahrzeugs wurden getauscht, um die bereits erwähnten großen Rückleuchten montieren zu können. Demnach wurden mindestens drei fahrtüchtige Käfer für den Film verwendet.
Fotos zeigen, dass die Szenen mit dem Raketenantrieb und der Allradlenkung mit einer 1303 Karosserie gedreht wurden, die auf mindestens zwei unterschiedliche Plattformen montiert werden konnte.
Bei den Dreharbeiten auf dem Col du Pillon brach im Sommer 1973 der Winter ein.

## Kritik
Das Lexikon des internationalen Films bezeichnet den Film als 

„ein[en] Klamauk, der nur sehr bescheidenen Unterhaltungsansprüchen genügt.“